# Biserica evanghelică din Budacu de Jos

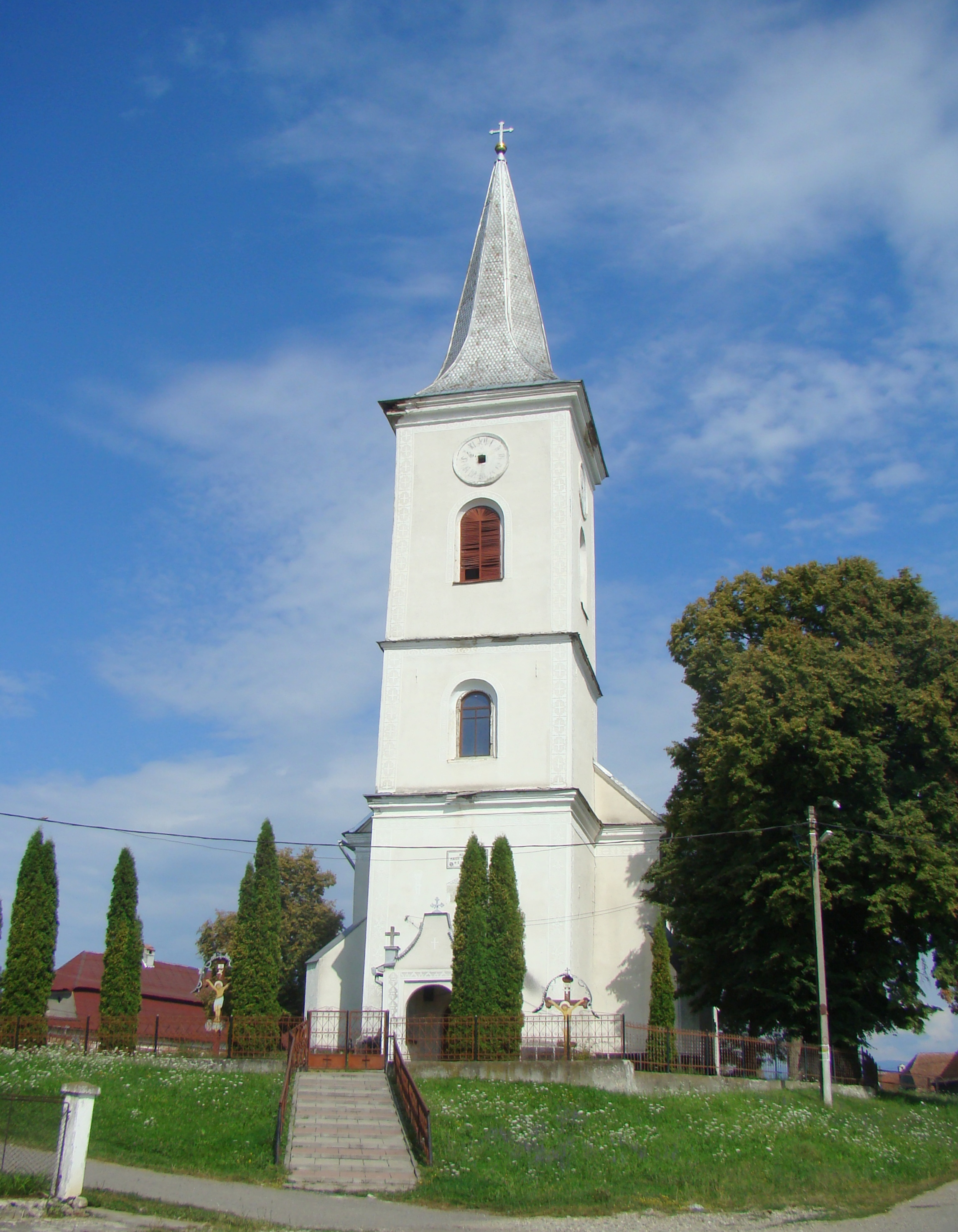
Biserica evanghelică din Budacu de Jos, comuna Budacu de Jos, județul Bistrița-Năsăud, foto: august 2018.

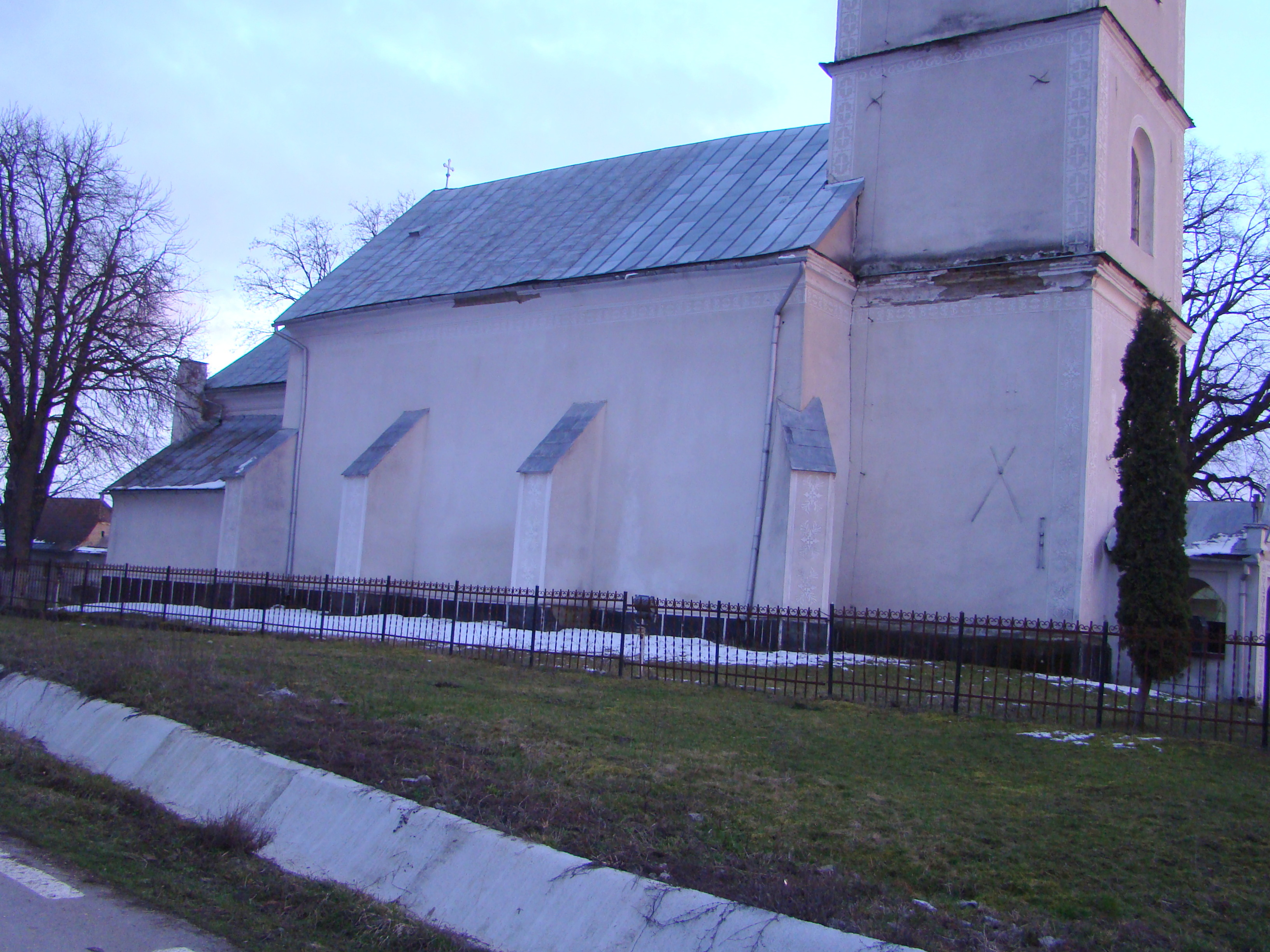
Latura de sud, cu cele trei contraforturi ce sprijină nava

Biserica evanghelică din Budacu de Jos, comuna Budacu de Jos, județul Bistrița-Năsăud, a fost ridicată, într-o primă etapă, în secolul XV. Figurează pe lista monumentelor istorice 2015, cod LMI BN-II-m-B-01624.

## Localitatea
Budacu de Jos mai demult Budacu Săsesc (în dialectul săsesc Budek, Buddek, în germană Deutsch-Budak, în maghiară Szászbudak, Nagybudak, Királybudak) este satul de reședință al comunei cu același nume din județul Bistrița-Năsăud, Transilvania, România. Localitatea este atestată documentar din anul 1228.

## Biserica
Cele mai vechi elemente constructive datează din anii 1453, respectiv 1567. Forma sa actuală se datorează lucrărilor de reconstrucție desfășurate între anii 1859-1861. Orga bisericii a fost construită de  Wilhelm HÖRBIGER în anul 1863.
După exodul sașilor transilvăneni, biserica a fost cumpărată în anul 1979 de comunitatea ortodoxă, modificată la interior conform cerințelor cultului ortodox și a primit hramul „Adormirea Maicii Domnului”.

## Imagini din exterior

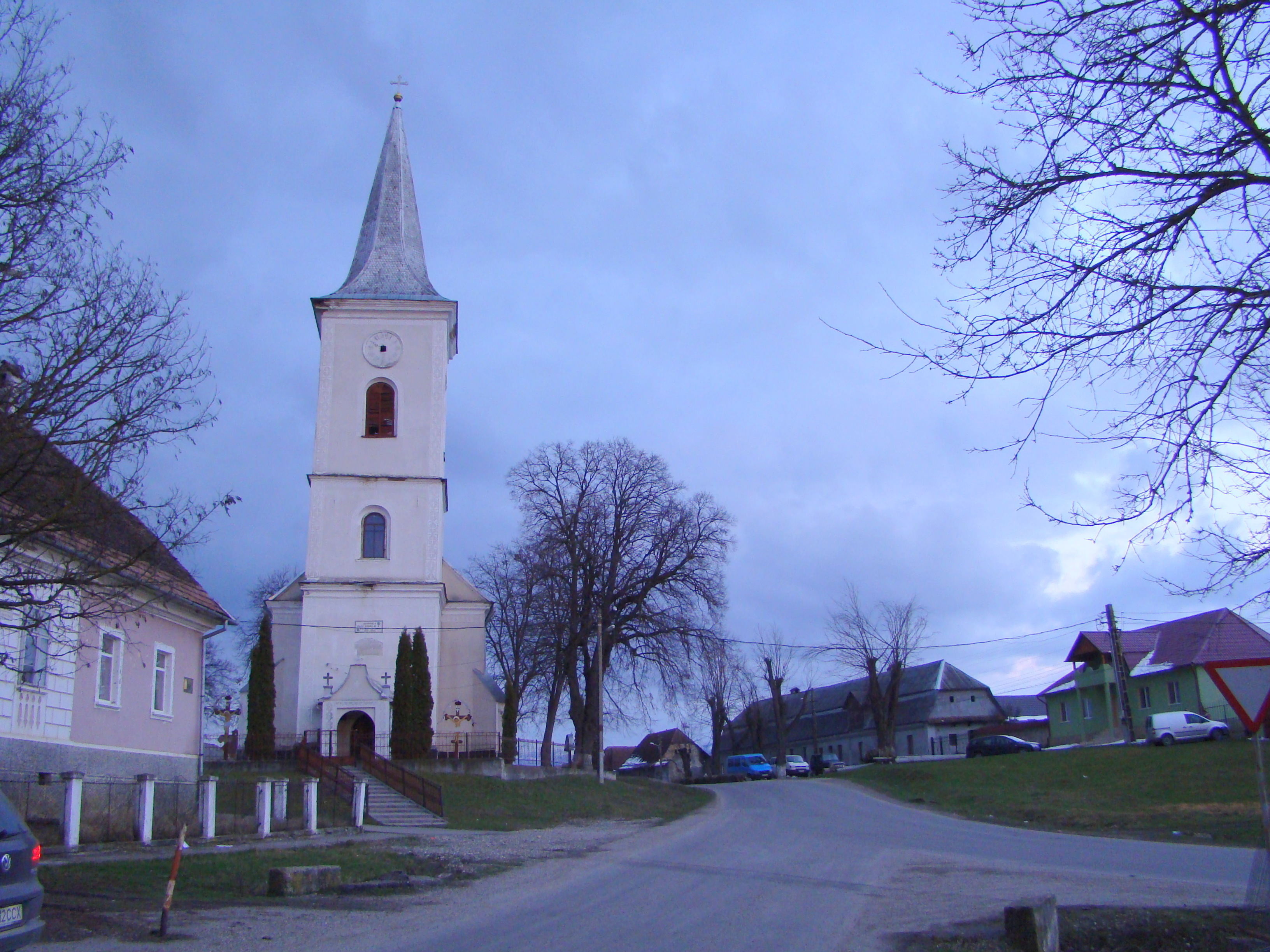
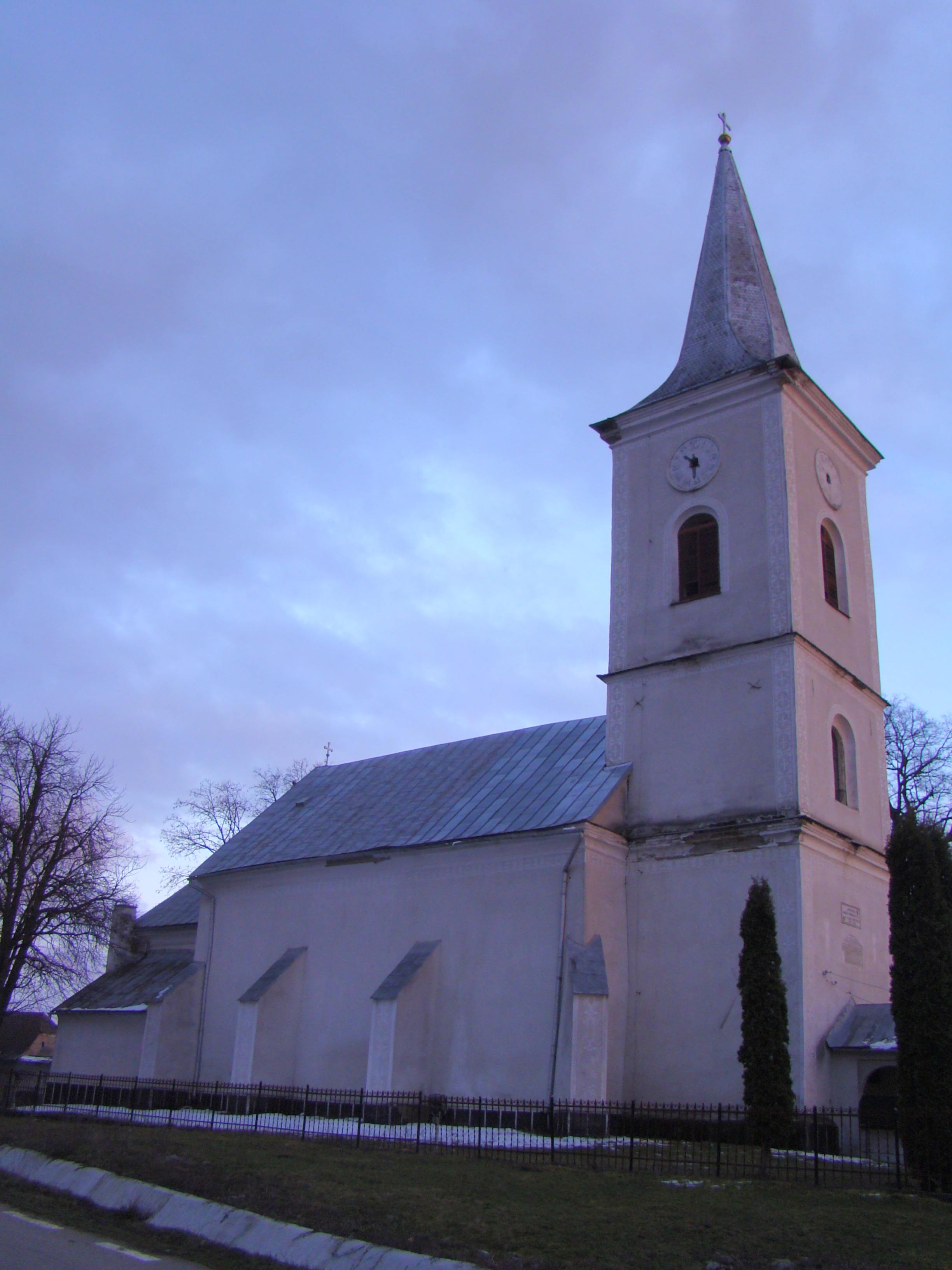
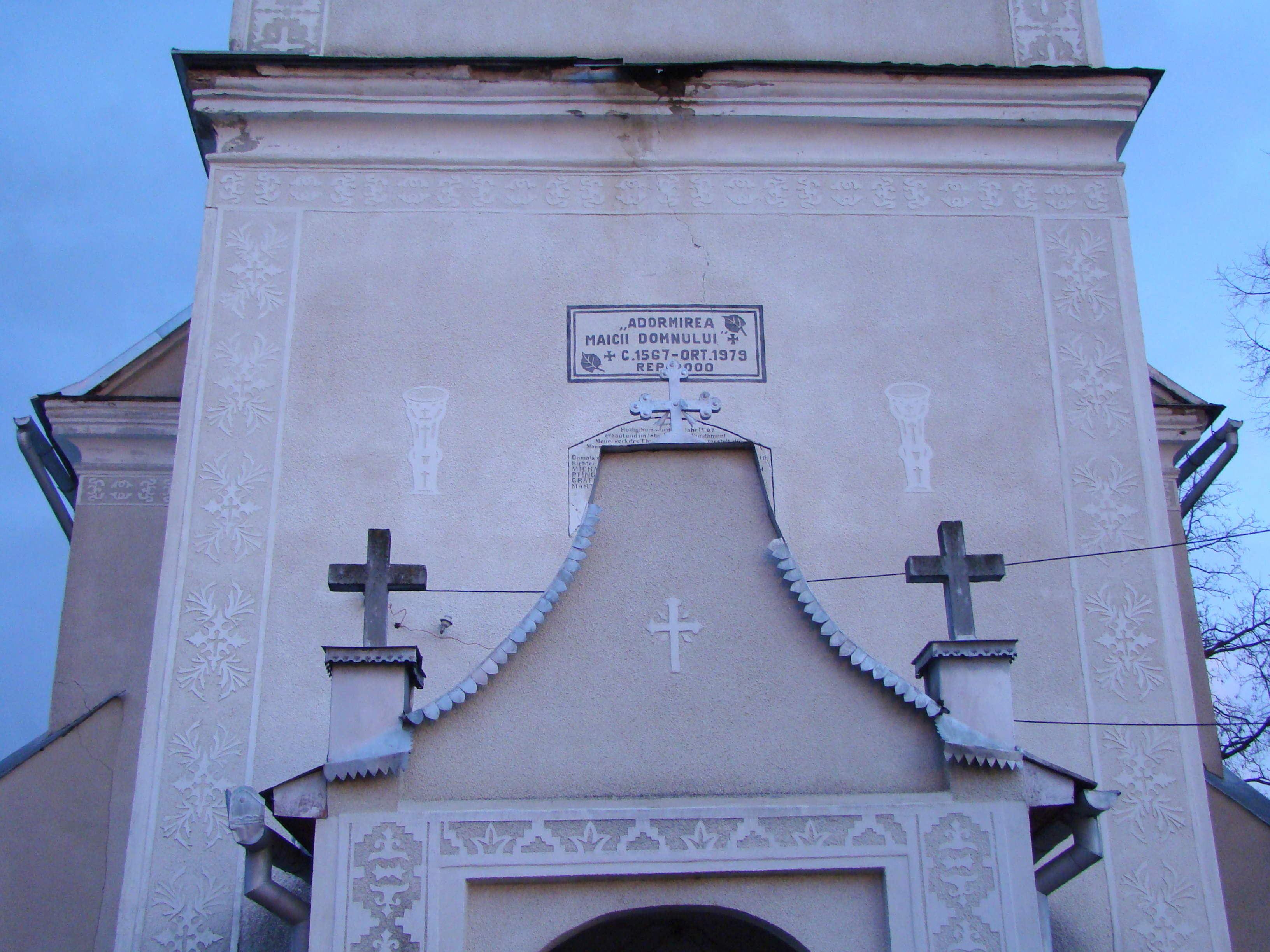
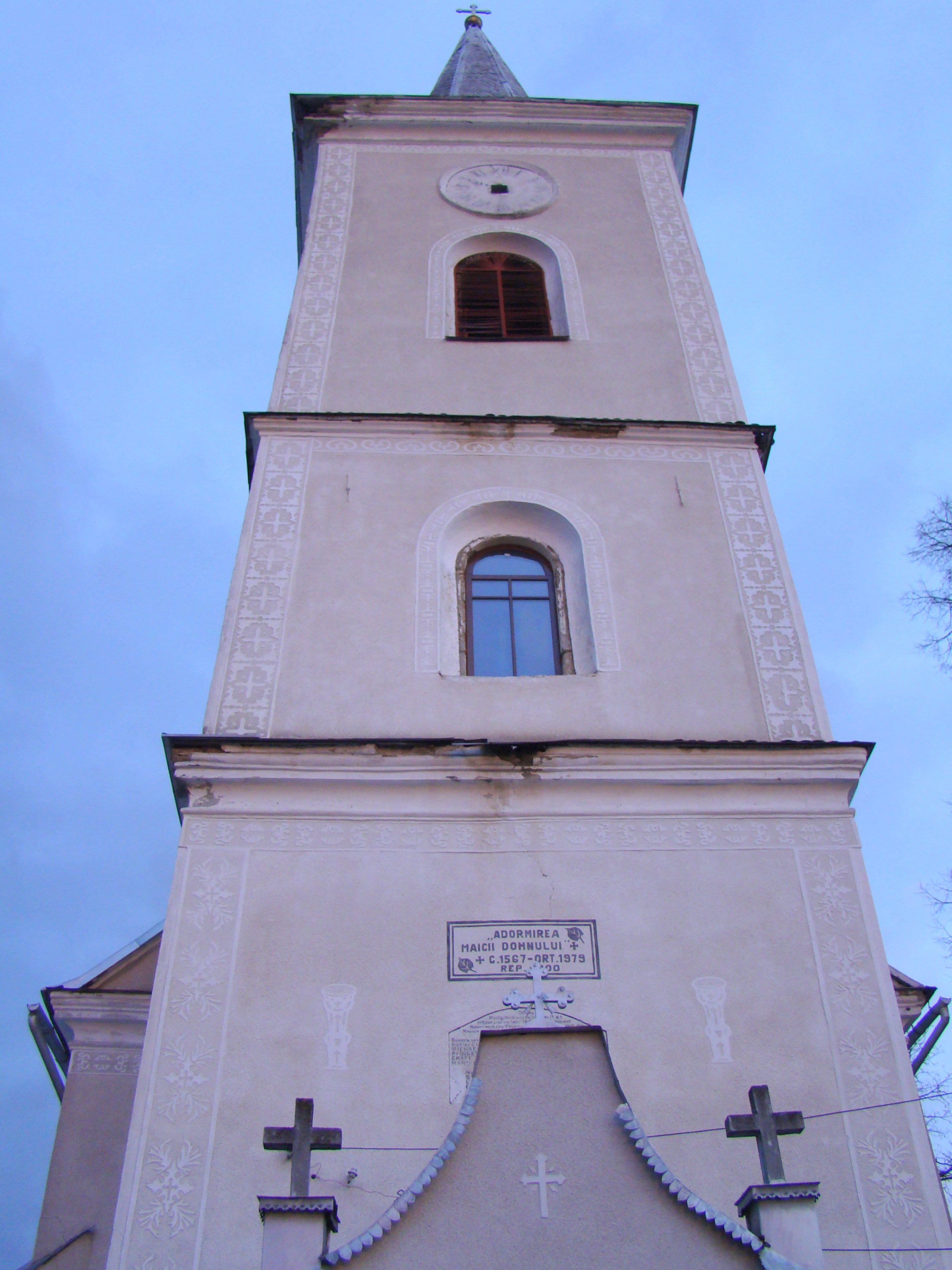
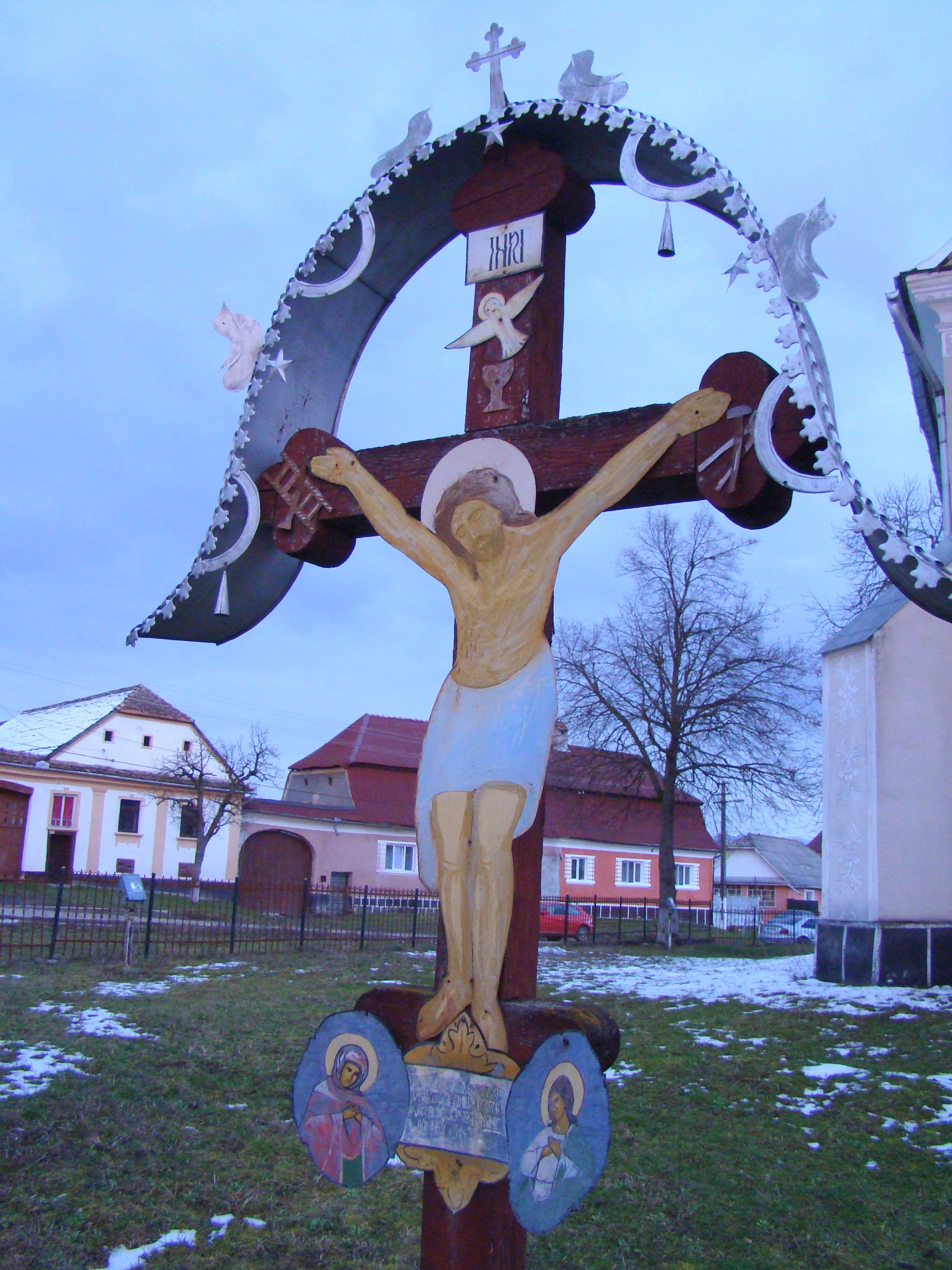